# Postupné vyřazování vozidel na fosilní paliva
Postupné vyřazování (phase-out) vozidel na fosilní paliva je soubor navrhovaných či plněných opatření na úrovni států, která mají za cíl omezit či zakázat prodej nových vozidel poháněných fosilními palivy, jako je benzín, nafta, petrolej a topný olej, a postupně vyřadit všechna vozidla na fosilní paliva z dopravního provozu. Jedná se o jednu ze tří nejdůležitějších částí celkového procesu vyřazování fosilních paliv, dalšími body jsou vyřazování elektráren na fosilní paliva pro výrobu elektřiny a dekarbonizace průmyslu.
Mnoho zemí a měst po celém světě prohlásilo, že někdy v budoucnu zakážou prodej osobních vozidel (především osobních automobilů a autobusů) poháněných fosilními palivy, jako je benzín, LPG a nafta. Synonyma pro zákazy zahrnují výrazy jako „zákaz aut naftu“, „zákaz aut na benzín“, „zákaz aut na benzín a naftu“ nebo prostě „zákaz nafty“. Další metodou postupného vyřazování je stanovení bezemisních zón ve městech.
Na několika místech byly stanoveny termíny zákazu jiných typů vozidel, například lodí a nákladních automobilů na fosilní paliva.

## Důvody
Důvody pro zákaz dalšího prodeje vozidel na fosilní paliva zahrnují: snížení zdravotních rizik způsobených znečišťujícími částicemi, zejména PM10 u dieselových motorů, a dalšími emisemi, zejména oxidy dusíku; splnění vnitrostátních cílů v oblasti skleníkových plynů, například CO2, v rámci mezinárodních dohod, jako je Kjótský protokol a Pařížská dohoda, nebo energetická nezávislost. Záměr zakázat vozidla poháněná fosilními palivy je pro vlády atraktivní, protože nabízí jednodušší cíl dodržování předpisů ve srovnání s uhlíkovou daní nebo postupným vyřazováním fosilních paliv.

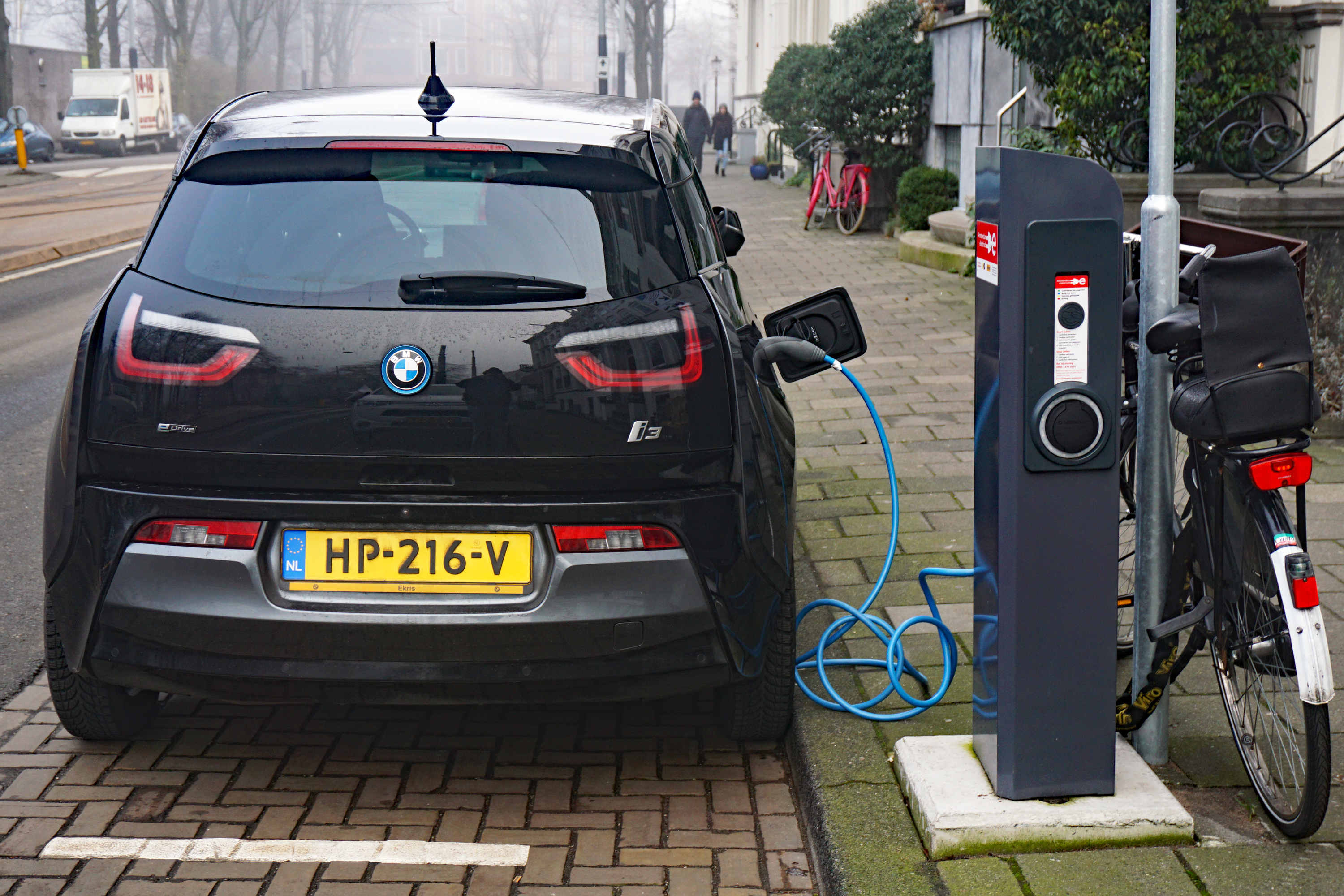
Nabíjení BMW i3 v Amsterdamu. Podíl elektromobilů na světovém trhu v roce 2021 činil přibližně 5 %.

Automobilový průmysl se s různým úspěchem snaží zavádět elektromobily, aby se přizpůsobil zákazům, a někteří lidé z oboru v nich vidí možný zdroj peněz na klesajícím trhu. Studie Technické univerzity v Eindhovenu z roku 2020 ukázala, že výrobní emise baterií nových elektromobilů jsou mnohem menší, než se předpokládalo ve studii IVL z roku 2017[pozn. 1] (přibližně 75 kg CO2/kWh), a že životnost lithiových baterií je také mnohem delší, než se dříve předpokládalo (nejméně 12 let při ročním nájezdu 15 000 km): jsou čistší než spalovací automobily poháněné naftou nebo benzinem.
Existuje určitý odpor proti prostému přechodu od automobilů poháněných fosilními palivy k elektromobilům, protože by stále vyžadovaly velkou část městské půdy, na druhou stranu existuje mnoho typů (elektrických) vozidel, která zabírají málo místa, jako jsou (nákladní) jízdní kola a elektrické motocykly a skútry. Částečnou alternativu k nahrazení všech vozidel na fosilní paliva elektromobily představuje zatraktivnění a umožnění chůze na krátké vzdálenosti, zejména v městských oblastech, pomocí opatření, jako je odstranění silnic a parkovacích míst a zlepšení cyklistické infrastruktury a chodníků. Ačkoli je zatím jen velmi málo měst zcela bez aut (např. Benátky), některá z nich zakazují všechna auta v částech města, např. v centrech měst.

## Metody
Zákaz vozidel na fosilní paliva v určitém rozsahu vyžaduje, aby orgány přijaly právní předpisy, které je určitým způsobem omezují. Navrhované metody zahrnují:
- Zákaz dalšího prodeje nebo registrace nových vozidel poháněných určitými palivy od určitého data v určité oblasti.[19] Ke dni zavedení zákazu by stávající vozidla zůstala legálně v provozu na veřejných komunikacích.[6]
- Zákaz dovozu nových vozidel na určitá paliva od určitého data do určité oblasti. To se plánuje v zemích, jako je Dánsko, Izrael a Švýcarsko;[20][21][22] některé země, jako například Izrael, však nemají na toto téma žádnou legislativu.[23]
- Zákaz jakéhokoli používání určitých vozidel poháněných určitými palivy od určitého data na určitém území. Taková omezení již platí v mnoha evropských městech, obvykle v rámci jejich nízkoemisních zón.[24]
- Zpřísnění emisní legislativy natolik, že ji ve skutečnosti nelze splnit.

Vozidla s palivovými články (elektromobily) (FCV nebo FCEV) umožňují také provoz na (některá) nefosilní paliva (tj. vodík, ethanol, methanol).
Města obvykle využívají zavedení nízkoemisních zón nebo bezemisních zón, někdy s doprovodnou nálepkou certifikátu kvality ovzduší, jako je Crit'air (Francie), k omezení používání automobilů na fosilní paliva na části nebo na celém svém území. Počet, velikost a přísnost těchto zón se zvyšuje. Některé zákazy ve městech v zemích, jako je Itálie, Německo a Švýcarsko, jsou aktivovány pouze dočasně v určitou denní dobu, v zimě nebo při vyhlášení smogové pohotovosti (například v Itálii v lednu 2020); tyto zákazy přímo nepřispívají k postupnému vyřazování vozidel na fosilní paliva, ale snižují atraktivitu vlastnictví a používání těchto vozidel, protože se omezuje jejich užitečnost a zvyšují se náklady na jejich provoz.
Některé země poskytují spotřebitelům různé pobídky, jako jsou dotace nebo daňové úlevy, aby stimulovaly nákup elektromobilů, zatímco vozidla na fosilní paliva jsou stále více zdaňována.
S pomocí vládních pobídek se Norsko stalo první zemí, kde byla v roce 2021 většina nově prodaných vozidel na elektrický pohon. V lednu 2022 bylo 88 % nových vozidel prodaných v zemi elektrických a na základě současných trendů by s největší pravděpodobností dosáhli cíle, aby se od roku 2025 neprodávala žádná nová vozidla na fosilní paliva.

## Místa s plánovanými omezeními pro vozidla na fosilní paliva

### Mezinárodní nebo nadnárodní
V roce 2018 Dánsko navrhlo celoevropský zákaz benzinových a naftových aut, ale ukázalo se, že je to v rozporu s předpisy EU. V říjnu 2019 předložilo Dánsko návrh na postupné vyřazení vozidel na fosilní paliva na úrovni členských států do roku 2030, který podpořilo dalších 10 členských států EU. V červenci 2021 se Francie postavila proti zákazu automobilů se spalovacím motorem a zejména hybridních vozidel. V červenci 2021 navrhla Evropská komise 100% snížení emisí u nově prodávaných osobních automobilů a dodávek od roku 2035. Dne 8. června 2022 Evropský parlament návrh Evropské komise podpořil, ale před přijetím konečného zákona byla nutná dohoda s členskými státy Evropské unie. 22. června 2022 německý ministr financí Christian Lindner prohlásil, že jeho vláda se zákazem odmítne souhlasit. Dne 29. června 2022 však po 16 hodinách jednání všichni ministři pro klima 27 členských států EU souhlasili s návrhem Komise (součást balíčku „Fit for 55“), který fakticky zakazoval prodej nových spalovacích vozidel do roku 2035 (prostřednictvím „[zavedení] cíle 100% snížení emisí CO2 do roku 2035 pro nové osobní a dodávkové automobily“). Německo podpořilo cíl pro rok 2035 a položilo Komisi otázku, zda by návrh mohla splnit i hybridní vozidla nebo paliva s neutrálními emisemi CO2; Frans Timmermans odpověděl, že Komise si ponechává „otevřenou mysl“, ale v té době „hybridy nepřinášejí dostatečné snížení emisí a alternativní paliva jsou neúměrně drahá“.

### Státy
Mezi země, které navrhly zákaz nebo zavedly 100% prodej vozidel s nulovými emisemi, patří Čína (včetně Hongkongu a Macaa), Japonsko, Singapur, Velká Británie, Jižní Korea, Island, Dánsko, Švédsko, Norsko, Slovinsko, Německo, Itálie, Francie, Belgie, Nizozemsko, Portugalsko, Kanada, 12 států USA, které se připojily ke kalifornskému programu vozidel s nulovými emisemi, Srí Lanka, Kapverdy a Kostarika.

#### Signatáři Glasgowské deklarace
Státy, které podepsaly Glasgowskou deklaraci, se zavázaly zakázat prodej nových vozidel s emisemi nejpozději do roku 2040. Signatářskými státy jsou mimo jiné: Ázerbájdžán, Dominikánská republika, Finsko, Ghana, Chorvatsko, Kambodža, Kapverdy, Keňa, Kypr, Lotyšsko, Lucembursko, Mexiko, Maroko, Nový Zéland, Paraguay, Polsko, Rakousko, Rwanda, Salvador, Turecko a Uruguay.
| Stát                    | Zákaz od roku | Stav | Rozsah | Podrobnosti |
| ----------------------- | --- | --- | --- | --- |

Mapa navržených zákazů.
do 2020
do 2030
do 2040
do 2050

| Belgie                  | 2026 2029 | Klimatický plán | Od 2026 nelze daňově uplatňovat náklady na provoz benzínových a naftových zaměstnaneckých vozidel 2029: (Vlámsko) Nafta, benzín | 2026: Pouze pro nové automobily, které jsou poskytovány jako benefit zaměstnancům 2029: (Vlámsko) Prodej nových osobních a dodávkových automobilů |
| Kanada                  | 2035 | Klimatický plán | Nafta, benzín, neelektrické | Prodej nových lehkých užitkových vozidel. Všechna lehká užitková vozidla s motory s vnitřním spalováním budou postupně vyřazena a do roku 2050 nahrazena 100 % elektromobily. |
| Chile                   | 2035 | Nová zelená dohoda chilské vlády. | Nafta, benzín | Prodej nových vozidel |
| Čínská lidová republika | 2035 | Vládní klimatický plán | Nafta, benzín | Prodej a registrace nových soukromých aut na fosilní paliva |
| Tchaj-wan               | 2040 | Vládní klimatický plán oznámený Agenturou na ochranu životního prostředí | Nafta, benzín | Veškeré používání autobusů a automobilů ve vlastnictví státu (2030), veškerý prodej motocyklů (2035), veškerý prodej automobilů (2040) |
| Kostarika               | 2050 | Navrženo prezidentem Kostariky Carlosem Avarem v roce 2019 | Nafta, benzín | Prodej osobních a dodávkových vozidel |
| Dánsko                  | 2030–2035 | | Nafta, benzín | Prodej nových vozidel (2030), nová hybridní vozidla budou povolena až do 2035. |
| Egypt                   | 2040 | Vládní plán | Nafta, benzín, neelektrická | Prodej nových vozidel |
| Německo                 | 2030 | Rozhodnutí Spolkového sněmu | Vozidla s emisemi | Prodej nových vozidel |
| Řecko                   | 2030 | Vládní plán | Vozidla s emisemi, neelektrická                                                                                                 | Prodej nových vozidel |
| Hongkong                | 2035 | Legislativní plán administrativy Hongkongu, rozhodnutí vlády Číny | Nafta, benzín | Prodej a registrace nových soukromých vozidel |
| Island                  | 2030 | Klimatický plán | Vozidla poháněná výhradně naftou či benzínem                                                                                    | Prodej nových vozidel, ale s výjimkami z regionálních důvodů (oblasti, kde by bylo obtížné zakázat benzinové nebo naftové automobily). |
| Indie                   | 2040 | Vládní závazek | Petrol, diesel | Prodej nových vozidel |
| Indonésie               | 2050 | Navrženo vládou | Nafta, benzín | Prodej motocyklů (2040), prodej všech vozidel (2050) |
| Izrael                  | 2030 | | Vozidla s emisemi, non-electric                                                                                                 | Prodej nových vozidel, nově dovážená vozidla |
| Itálie                  | 2035 | Směrnice ministerstva ekologické transformace | Vozidla s emisemi | Prodej nových soukromých vozidel do roku 2035 Prodej nových užitkových vozidel do roku 2040 |
| Japonsko                | 2035 | Japonský vládní plán | zastavení prodeje nových vozů s naftovým motorem a pouze s benzinovým motorem                                                   | Prodej hybridních automobilů s naftovým a benzinovým motorem bude pokračovat po neomezenou dobu |
| Jižní Korea             | 2035 | Vládní klimatický plán | Nafta, benzín | Prodej nových vozidel |
| Macao                   | 2035 | Legislativní plán administrativy Macaa, rozhodnutí vlády Číny | Nafta, benzín | Prodej a registrace nových soukromých vozidel |
| Nizozemsko              | 2030 | Koaliční dohoda | Nafta, benzín | Prodej nových osobních automobilů. Užitková vozidla budou do roku 2040 nadále používat benzin a naftu |
| Norsko                  | 2025 | Daňové a uživatelské pobídky | Nafta, benzín | Všechny nové osobní vozy. Užitková vozidla budou do roku 2035 nadále používat benzin a naftu |
| Portugalsko             | 2035 | Vládní klimatický plán navržený vládnoucí Socialistickou stranou Portugalska | Nafta, benzín | Prodej nových vozidel |
| Singapur                | 2023 (Vozidla pro veřejný sektor) 2025 (naftová vozidla a vozidla taxislužby) 2030 (vozidla výhradně na naftu či benzín) | Klimatický plán z února 2021, který byl od vyhlášení v roce 2020 posunut o deset let dopředu. | Nafta, benzín, neelektrická | Všechny nové automobily pořízené a registrované veřejným sektorem budou od roku 2023 využívat čistou energii a nulové emise výfukových plynů, přičemž všechna vozidla veřejného sektoru s nenulovými emisemi výfukových plynů budou postupně vyřazena do roku 2035. Prodej a registrace všech nových osobních automobilů a taxíků s pohonem pouze na naftu bude ukončen do roku 2025, prodej a registrace všech nových užitkových vozidel s pohonem pouze na naftu a vozidel s pohonem pouze na benzin bude ukončen do roku 2030. Všechna nová vozidla budou od roku 2030 poháněna čistší energií, postupné vyřazování spalovacích motorů (u všech motorových vozidel) bude dokončeno do roku 2040. |
| Slovinsko               | 2031 | emisní limit 50 g/km | Povolena benzínová i naftová vozidla, pokud jejich emise nepřekročí 50 g/km                                                     | Nové registrace vozidel |
| Španělsko               | 2040 | | ICE | Pouze prodej nových osobních automobilů. Commercial vehicles and motorcycles to continue to use petrol or diesel. |
| Švédsko                 | 2030 | Koaliční dohoda | Nafta, benzín | Prodej nových vozidel |
| Thajsko                 | 2035 | Pouze návrhy Národního výboru pro politiku elektrických vozidel, které zatím nejsou nijak účinné. | Nafta, benzín | Prodej nových vozidel a registrace nových vozidel. |
| Turecko                 | 2040 | Podpis Glasgowské deklarace a deklarace o nákladních vozidlech a autobusech | Vozidla s emisemi | Prodej nových vozidel max do 2040 |
| Spojené království      | 2030–2035, 2040 | | Nafta, benzín | Prodej nových neelektrických automobilů od roku 2030, prodej nových hybridních automobilů od roku 2035, prodej nových nákladních automobilů a autobusů s emisemi CO2 od roku 2040. |
| Spojené státy americké  | 2035 | Nařízení prezidenta USA Joea Bidena č. 14057, které nařizuje, aby všechna nová lehká užitková vozidla zařazená do vládního vozového parku měla do roku 2027 100% nulové emise a aby všechna nově prodaná soukromá lehká užitková vozidla měla do roku 2035 100% nulové emise. | Nafta, benzín, neelektrické | Vládní nákupy lehkých užitkových vozidel (2027) a vládní nákupy všech typů vozidel a prodej nových vozů soukromých lehkých užitkových vozidel (2035). Celý vozový park vozidel ve vlastnictví vlády s motory s vnitřním spalováním bude postupně vyřazen a do let 2035-2040 bude nahrazen 100% plně elektrickými vozidly. Všechna soukromá lehká užitková vozidla s motory ICE budou postupně vyřazena a do roku 2050 nahrazena 100 % elektrických vozidel. |

Někteří politici v některých zemích učinili obecná prohlášení, ale nepřijali žádné závazné právní předpisy. Například Irsko učinilo prohlášení, ale nakonec nezakázalo dieselová ani benzínová vozidla.
Mezinárodní energetická agentura v roce 2021 předpověděla, že v Indii bude v roce 2030 70 % prodejů nových automobilů na fosilní pohon, a to navzdory dřívějším vládním prohlášením, která byla v roce 2018 změněna. V listopadu 2021 se indická vláda zařadila mezi 30 národních vlád a šest velkých výrobců automobilů, kteří se zavázali postupně ukončit prodej všech nových benzinových a naftových vozidel do roku 2040 po celém světě a do roku 2035 na „předních trzích“.

### Města a území
Některá města nebo území naplánovala nebo přijala opatření k částečnému nebo úplnému vyřazení vozidel na fosilní paliva dříve než jejich národní vlády. V některých případech je toho dosaženo prostřednictvím iniciativ místních nebo regionálních vlád, v jiných případech prostřednictvím právních výzev podaných občany nebo občanskými organizacemi, které prosazují částečné vyřazení na základě práva na čisté ovzduší.
Některá uvedená města podepsala Deklaraci o ulicích bez fosilních paliv, v níž se zavázala zakázat do roku 2030 provoz vozidel produkujících emise, což však v těchto jurisdikcích nemusí mít sílu zákona. Zákazy se obvykle vztahují na vybraný počet ulic v centru města, kde žije nejvíce lidí, nikoli na celé jeho území. Některá města přistupují k zákazu postupně, kdy nejprve zakazují nejvíce znečišťující kategorie vozidel, poté další nejvíce znečišťující, až k úplnému zákazu všech vozidel na fosilní paliva; některá města zatím termín úplného zákazu nestanovila a/nebo čekají, až jej stanoví národní vláda.
V Kalifornii se očekávalo, že emisní požadavky na výrobce automobilů, aby mohli ve státě prodávat jakákoli vozidla, donutí 15 % nových vozidel nabízených k prodeji v letech 2018 až 2025 k nulovým emisím. Mnohem čistší emise a vyšší účinnost benzinových motorů znamenají, že tento požadavek bude splněn pouze u 8 % vozidel. Zákon SB 44 "Ditching Dirt Diesel", jehož sponzorem byla Nancy Skinnerová a který byl přijat 20. září 2019, vyžaduje, aby Kalifornská rada pro zdroje ovzduší (CARB) „vytvořila komplexní strategii pro nasazení středně těžkých a těžkých nákladních vozidel“, aby Kalifornie splnila federální normy kvality vnějšího ovzduší, a „stanovila cíle a podnítila technologický pokrok pro snížení emisí skleníkových plynů ze sektoru středně těžkých a těžkých nákladních vozidel do roku 2030 a 2050“. Nevyžaduje sice přímo vyřazení všech dieselových vozidel do roku 2050 (jak to chtěl původní návrh zákona), ale byl by to nejzřejmější prostředek k dosažení cílů snížení emisí.
V Evropské unii tvoří právní základ práva občanů EU na čisté ovzduší směrnice Rady 96/62/ES o posuzování a řízení kvality vnějšího ovzduší a směrnice 2008/50/ES o kvalitě vnějšího ovzduší. Dne 25. července 2008 rozhodl Evropský soudní dvůr ve věci Dieter Janecek v. Freistaat Bayern CURIA, že podle směrnice 96/62/ES mají občané právo požadovat, aby vnitrostátní orgány prováděly krátkodobý akční plán, jehož cílem je udržet nebo dosáhnout dodržování mezních hodnot kvality ovzduší. Rozsudek německého Spolkového správního soudu v Lipsku ze dne 5. září 2013 významně posílil právo ekologických sdružení a organizací na ochranu spotřebitelů žalovat místní orgány, aby si vynutily dodržování limitů kvality ovzduší v celém městě. Správní soud ve Wiesbadenu dne 30. června 2015 prohlásil, že finanční nebo ekonomické aspekty nejsou platnou omluvou pro nepřijetí opatření k zajištění dodržování limitních hodnot, Správní soud v Düsseldorfu dne 13. září 2016 rozhodl, že zákaz jízdy některých vozidel s naftovým motorem je právně možný, aby se co nejrychleji dosáhlo dodržování limitních hodnot, a Správní soud ve Stuttgartu dne 26. července 2017 nařídil spolkové zemi Bádensko-Württembersko, aby zvážila celoroční zákaz jízdy vozidel s naftovým motorem. V polovině února 2018 podali občané členských států EU, České republiky, Francie, Německa, Maďarska, Itálie, Rumunska, Slovenska, Španělska a Spojeného království, žaloby na své vlády kvůli porušování limitu 40 mikrogramů na metr krychlový dýchatelného vzduchu, jak je stanoveno ve směrnici o kvalitě vnějšího ovzduší.
Přelomové rozhodnutí německého Spolkového správního soudu v Lipsku ze dne 27. února 2018 prohlásilo, že města Stuttgart a Düsseldorf mohou legálně zakázat jízdu starších, více znečišťujících dieselových vozidel v zónách nejvíce postižených znečištěním, a zamítlo odvolání německých spolkových zemí proti zákazům uloženým místními soudy obou měst. Případ byl silně ovlivněn probíhajícím emisním skandálem společnosti Volkswagen (známým také jako Dieselgate), který v roce 2015 odhalil, že mnoho dieselových motorů Volkswagen bylo podvodně testováno a prodáváno jako mnohem čistší, než ve skutečnosti byly. Předpokládalo se, že toto rozhodnutí vytvoří precedens pro další místa v zemi i v Evropě. Rozhodnutí skutečně vyvolalo vlnu desítek místních omezení pro dieselové motory, které vyvolala Ekologická akce Německo (DUH), jež žalovala městské úřady a vyhrála soudní spory po celém Německu. Zatímco některé skupiny a strany, jako například AfD, se snažily výsledek soudu zvrátit, jiné, například Zelení, se zasazovaly o celostátní postupné ukončení používání dieselových automobilů do roku 2030. 13. prosince 2018 Evropský soudní dvůr zrušil zmírnění limitů emisí NOx u automobilů na 168 mg/km, které Evropská komise v roce 2016 označila za nezákonné. To umožnilo městům Brusel, Madrid a Paříž, která podala stížnost, pokračovat ve svých plánech odmítnout ve svých městských centrech také vozidla s dieselovými motory Euro 6, a to na základě původního limitu 80 mg/km stanoveného právem EU.